# Trogastrini
Trogastrini (лат.) — триба мелких коротконадкрылых жуков-ощупников из подсемейства Pselaphinae (Staphylinidae).

## Распространение
Встречаются в Голарктике, Неотропике и Австралии. Trogastrini наиболее разнообразны в Неотропическом и Австралийском регионах, а несколько родов встречаются в Северной Америке и Западной Европе.

## Описание
Мелкие коротконадкрылые жуки—ощупники (длина менее 5 мм). Для них характерна широкая и поперечная голова, ротовой аппарат обычно небольшой по сравнению с ними; щеки широко вздуты, покрыты густым пучком из щетинок; и переднеспинка часто с отчетливой тонкой продольной дисковой бороздой, пересекающей прямую поперечную переднебазальную борозду и часто несколько угловато образующейся на переднем крае. Усики 11-члениковые, длинные, булавовидные, первые членики по крайней мере такой же длины, как следующие два вместе взятые, часто образуют коленчатое тело на стыке между первым и вторым члениками. Базовый мезоторакальный фовеальный рисунок: две отдельные срединные мезостернальные ямки; простые латеральные мезостерные ямки перекрываются на вершинах. Брюшко с небольшими паратергитами, примыкающими к тергиту IV. Ноги с редуцированными задними коготками лапок, от шиповидных до щетинковидных. Надкрылья укороченные, лапки трёхчлениковые (формула лапок 3-3-3).

## Систематика
Около 150 видов, более 20 родов и 3 подтрибы. Триба Trogastrini была впервые выделена в 1949 году французским энтомологом Рене Жаннелем (R. Jeannel). Включена в надтрибу Euplectitae.
- триба Trogastrini Jeannel, 1949
  - подтриба Phtegnomina Park, 1951[6]
    - Phtegnomus Raffray, 1890

  - подтриба Rhexiina Park, 1951[6]
    - Austrorhexius Chandler, 2001
    - Rhexius LeConte, 1849
    - подрод Rafrhexius (Rhexius) Park, 1952
    - подрод Rhexinexus (Rhexius) Park, 1952
    - подрод Rhexius (Rhexius) LeConte, 1849

  - подтриба Trogastrina Jeannel, 1949[3]
    - Aboeurhexius Park, 1952
    - Adrogaster Raffray, 1890
    - Anarmodius Raffray, 1890
    - Aporhexius Raffray, 1904
    - Conoplectus Brendel, 1888
    - Euboarhexius Grigarick & Schuster, 1966
    - Eurhexius Sharp, 1887
    - Fletcherexius Park, 1942
    - Mesoplatus Raffray, 1890
    - Neosampa Broun, 1921
    - Oropus Casey, 1886
    - Platomesus Chandler, 2001
    - Rhexidius Casey, 1887
    - Rhexinia Raffray, 1890
    - Rhexiola Park, 1952
    - Tomeplasus Chandler, 2001
    - Trogaster Sharp, 1874
    - Trogasteropsis Dodero, 1918
    - Xerhius Raffray, 1891

#### Исключённые таксоны
В другие трибы, в основном, в трибу Faronini перенесены:
- Delenda Croissandeau, 1891
- Exeirarthra Broun, 1893
- Faronidiellus Jeannel, 1964
- Faronidius Casey, 1887
- Faronites Jeannel, 1954
- Faronitopsis Jeannel, 1960
- Faronus Aubé 1844
- Golasa Raffray, 1904
- Golasidius Jeannel, 1962
- Golasina Jeannel, 1962
- Golasites Jeannel, 1962
- Jubogaster Parker & Maruyama, 2013
- Logasa Chandler, 2001
- Megarafonus Casey, 1897
  - подрод Megarafonus (Megarafonus) Casey, 1897
  - подрод Nafonus (Megarafonus) Schuster & Marsh, 1958
  - подрод Nanorafonus (Megarafonus) Schuster & Marsh, 1958
- Nugaculus L.W.Schaufuss, 1890
- Parafaronus Jeannel, 1954
- Prosagola Raffray, 1904
- Sagola Sharp, 1874
- Salagosa Raffray, 1904
- Salagosita Franz, 1996
- Sonoma Casey, 1886
- Stenosagola Broun, 1921